# Заставецька сільська рада (Старосинявський район)
Заста́вецька сільська́ ра́да — адміністративно-територіальна одиниця та орган місцевого самоврядування у Старосинявському районі Хмельницької області. Адміністративний центр — село Заставці.

## Загальні відомості
Заставецька сільська рада утворена в 1923 році.
- Територія ради: 51,27 км²
- Населення ради: 2 266 осіб (станом на 2001 рік)
- Територією ради протікає Іква

## Населені пункти
Сільській раді були підпорядковані населені пункти:
- с. Заставці
- с. Ілятка
- с. Красносілка
- с. Чехи
- с. Щербані

## Склад ради
Рада складалася з 16 депутатів та голови.
- Голова ради: Свириденко Сергій Іванович
- Секретар ради: Гарник Надія Іванівна

### Керівний склад попередніх скликань
| Прізвище, ім'я, по батькові | Основні відомості                                                         | Дата обрання | Дата звільнення |
| --------------------------- | ------------------------------------------------------------------------- | ------------ | --------------- |
| Свириденко Сергій Іванович  | Сільський голова, 1962 року народження, освіта вища, член Народної партії | 26.03.2006   | 31.10.2010      |
| Свириденко Сергій Іванович  | Сільський голова, 1962 року народження, освіта вища, член Народної партії | 31.10.2010   |                 |

Примітка: таблиця складена за даними сайту Верховної Ради України

### Депутати
За результатами місцевих виборів 2010 року депутатами ради стали:

#### За суб'єктами висування
| Суб'єкт висування                 | Кількість обраних депутатів | %    |
| --------------------------------- | --------------------------- | ---- |
| Самовисування                     | 9                           | 56,3 |
| Політична партія «Сильна Україна» | 3                           | 18,8 |
| Народна партія                    | 2                           | 12,5 |
| Єдиний Центр                      | 1                           | 6,3  |
| Політична партія «Фронт Змін»     | 1                           | 6,3  |

#### За округами
| № округу                          | Прізвище, ім'я, по батькові   | Дата визнання обраним | Освіта             | Партійна приналежність                        | Відомості про обраного депутата                  |
| --------------------------------- | ----------------------------- | --------------------- | ------------------ | --------------------------------------------- | ------------------------------------------------ |
| Єдиний Центр                      |                               |                       |                    |                                               |                                                  |
| 13                                | Блажкун Анатолій Федорович    | 02.11.2010            | середня спеціальна | позапартійний                                 | тимчасово не працює                              |
| Народна Партія                    |                               |                       |                    |                                               |                                                  |
| 2                                 | Гарник Наталія Іванівна       | 02.11.2010            | вища               | позапартійна                                  | Заставецька сільська рада, секретар              |
| 5                                 | Савчук Антон Іванович         | 02.11.2010            | середня            | член Народної партії                          | Старосинявський Райавтодор, комірник             |
| Політична партія «Сильна Україна» |                               |                       |                    |                                               |                                                  |
| 1                                 | Брика Микола Іванович         | 02.11.2010            | вища               | позапартійний                                 | Старосинявський ЦЦР, працівник                   |
| 7                                 | Копач Світлана Миколаївна     | 02.11.2010            | середня спеціальна | позапартійна                                  | Заставецький дитсадок, помічник вихователя       |
| 9                                 | Зражук Галина Василівна       | 02.11.2010            | середня спеціальна | позапартійна                                  | Ілятківський фельдшерський пункт, фельдшер       |
| Політична партія «Фронт Змін»     |                               |                       |                    |                                               |                                                  |
| 11                                | Макотерський Борис Іванович   | 02.11.2010            | середня спеціальна | позапартійний                                 | тимчасово не працює                              |
| Самовисування                     |                               |                       |                    |                                               |                                                  |
| 3                                 | Матіяш Любов Семенівна        | 02.11.2010            | середня спеціальна | член Всеукраїнського об'єднання «Батьківщина» | Старосинявська ЦРЛ, старша медсестра             |
| 4                                 | Хоменко Оксана Петрівна       | 02.11.2010            | вища               | член Всеукраїнського об'єднання «Батьківщина» | Дитячо-юнацька спортивна школа, тренер волейболу |
| 6                                 | Хоменко Микола Миколайович    | 02.11.2010            | середня            | член Всеукраїнського об'єднання «Батьківщина» | фермерське господарство «Янтар», керівник        |
| 8                                 | Юрковський Олег Євгенович     | 02.11.2010            | середня спеціальна | член Всеукраїнського об'єднання «Батьківщина» | Старосинявський ЦЦР, майстер                     |
| 10                                | Ревнюк Олег Пилипович         | 02.11.2010            | середня            | позапартійний                                 | тимчасово не працює                              |
| 12                                | Кузьмич Валентина Миколаївна  | 02.11.2010            | середня            | член Всеукраїнського об'єднання «Батьківщина» | тимчасово не працює                              |
| 14                                | Білань Микола Миколайович     | 02.11.2010            | середня спеціальна | член Всеукраїнського об'єднання «Батьківщина» | тимчасово не працює                              |
| 15                                | Шевчук Світлана Володимирівна | 02.11.2010            | середня спеціальна | член Народної партії                          | Заставецька сільська рада, соціальний працівник  |
| 16                                | Щербак Ніна Сергіївна         | 02.11.2010            | вища               | член Всеукраїнського об'єднання «Батьківщина» | тимчасово не працює                              |